# Polistes minor
Polistes minor är en getingart som beskrevs av Ambroise Marie François Joseph Palisot de Beauvois 1818.
Polistes minor ingår i släktet pappersgetingar och familjen getingar. Inga underarter finns listade i Catalogue of Life.